# マキシマム ザ ホルモン
マキシマム ザ ホルモン（英語: MAXIMUM THE HORMONE、英略：MTH）は、日本のロックバンド。所属事務所はミミカジル。レーベルはワーナーミュージック・ジャパン。略称は「ホルモン」。

## 概要

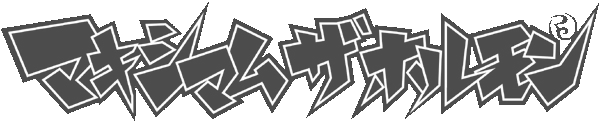
マキシマム ザ ホルモンのロゴマーク。

1997年、東京都八王子市にて結成。オリジナルメンバーはナヲ、DAISUKE（現・ダイスケはん）、SUGI、KEY-YANの4人。地元である関東地域を中心に活動中に、インディーズレーベル「SkyRecord」と契約し、同メンバーで1stアルバム『A.S.A. Crew』をリリース。メインソングライターはDAISUKEが務めた。SUGIとKEY-YANが脱退後、亮君（現・マキシマムザ亮君）と上ちゃんが加入し、現メンバー構成となる。
正式表記はザの両角に半角スペースが入り、「マキシマムザホルモン」「マキシマム・ザ・ホルモン」などは誤記。当初のバンド名は「Maximum The Hormone」と英表記であり、メンバーチェンジ後よりカタカナ表記で英表記はサブ的な併用となる。
バンド名の由来は、マキシマムザ亮君いわく「脳内分泌物（ホルモン）が最大級（マキシマム）に分泌されるくらいの血沸き肉踊るような音楽をぶちかます」としているが後付けであり、メンバーが肉好きだったため焼き肉のホルモンの名前を入れ、かっこいい言葉として「MAXIMUM」をつけ加えていった結果の名称である。
ファンの総称は、腹ペコ（はらペコ）。「三度の飯より飯が好き」（さんどのめしよりめしがすき）をキャッチフレーズに掲げる。
ライブの登場時に使用されているオープニングSEは、SPACE COMBINEのアルバム『20000cc』1曲目収録の「MARCHIN'MINT FLAVORS」。
2013年リリースのアルバム『予襲復讐』は3週連続アルバムチャート1位を記録、2014年「第6回CDショップ大賞2014」にて大賞を受賞した。
2019年、マキシマムザ亮君の発案・製作総指揮による「ロックバンドのフランチャイズ化 マキシマム ザ ホルモン2号店プロジェクト」が企画され、オーディションから選出された5人により、マキシマム ザ ホルモン2号店バンド・コロナナモレモモが結成された（活動期間：2019年 - 2024年）。本企画は日本最大の広告&マーケティング賞、2019 59th ACC TOKYO CREATIVITY AWARDSのブランデッドコミュニケーション部門BカテゴリーにおいてACCシルバー、また同賞のマーケティングエフェクティブネス部門においてファイナリストを受賞した。

## メンバー

### マキシマムザ亮君
マキシマムザ亮君（マキシマムザりょうくん、英語: Maximum the ryokun）。ボーカル・ギター。公式表記は、歌と6弦と弟（うたとロクげんとおとうと）。旧表記は、亮君。
人物
本名、川北 亮（かわきた りょう）。
東京都町田市生まれ。血液型O型。
ナヲの実弟である。2人の下に弟がいる。ほとんどの楽曲の作詞・作曲を担い、他に歌詞カード内での曲の解説や、グッズのデザインプロデュース、公式サイトでのイラストなども手掛ける。
マキシマムザ亮君の「君」は敬称ではなく、暴君などに用いられる君である。
マイク・パットン関連のバンド、うしろゆびさされ組、トゥール、システム・オブ・ア・ダウン、The Queers、Skindred、すかんち、SNOT、NOFX、レイジ・アゲインスト・ザ・マシーン、電気グルーヴ、B-DASH、Tub Ring、ランシド、野狐禅、ワルタリ、初期エイジアン・ダブ・ファウンデーション、PUYA、SELART、ワイルドハーツ、Terrorvision、コンヴァージ、ザ・プレジデンツ・オブ・ザ・ユナイテッド・ステイツ・オブ・アメリカ、初期Teddybears、 Molotov、オアシス、ラモーンズ、初期コーン、マインドレス・セルフ・インダルジェンス、パンテラ、Look What I Did、中期真心ブラザーズ、ニルヴァーナ、ウルフルズ、Lye By Mistake、ラッツ&スター、ヴァンダルズ、ザ・フォール・オブ・トロイ、クイーン、One Minute Silence、後期TMGE、PINKPANTHERS、ジェリーフィッシュが好きなアーティストだと述べている。
既婚者で、三児の父。
靴を履く事を嫌い、常に便所サンダルを履いている。サンダルのブランドにもこだわりがあり、本人はニシベケミカルというブランドの便所サンダル「VIC」以外は敵と発言している。
2008年、THE MAD CAPSULE MARKETSのKYONOによるプロジェクト「WAGDUG FUTURISTIC UNITY」の楽曲「SYSTEMATIC PEOPLE」にて、featuring マキシマムザ亮君としてコラボレーションで参加。
雑誌『BUBKA』（コアマガジン（現在は白夜書房））で『マキシマムザ亮君のマキシマムザ合法トリップ』を隔月連載していた（2010年2月27日発売号で最終回）。
2023年、テレビ東京系列のオーディション番組『The Voice Japan』にコーチとして出演。
2024年、SixTONESに「恋のバタリアン」を楽曲提供。

### ダイスケはん
ダイスケはん（英語: Daisukehan）。ボーカル。公式表記は、キャーキャーうるさい方（ほう）。旧表記は、DAISUKE、ダイスケ。
人物・経歴
本名、津田 大輔（つだ だいすけ）。
香川県高松市出身。香川県立高松西高等学校、創価大学卒業。血液型A型。
COBRA、ニューロティカ、THE RYDERS、ザ・スターリン、DEATH SIDE、Lip Cream、INSANE YOUTH、パンテラ、スレイヤー、ブラインド・ガーディアン、Assück、Dropdead、Disrupt、エクスプロイテッド、G.B.H.、吉川晃司、ZIGGY、小沢健二が好きなアーティストであると述べている。
アルバム『耳噛じる』収録の「パトカー燃やす」と「ポリスマンファック」では、ドラムを演奏している（「ポリスマンファック」はナヲがボーカルを担当しているため）。「え・い・り・あ・ん」では曲中でナヲとパートチェンジしてドラムを演奏する。書籍『これからの麺カタコッテリの話をしよう』収録の「拝啓VAP殿」でも頸椎椎間板ヘルニアを発症したことによりナヲと担当を交代しドラムを担当。
2008年10月24日、声帯にのう胞があることが発表され、同年12月11日に摘出手術の終了を報告した。
既婚。2014年6月8日に結婚したことをTwitter上で発表。2018年9月17日、HEY-SMITHが主催する音楽フェスティバル「HAZIKETEMAZARE FESTIVAL 2018」に出演した際に、頚椎椎間板ヘルニアを患っていることを発表した。

### 上ちゃん
上ちゃん（うえちゃん 英語: Uechang）。ベース・コーラス・ボーカル・プログラミング。公式表記は、4弦と歌とDANGER×FUTOSHI（ヨンげんとうたとデンジャー・フトシ）。
人物
本名、上原 太（うえはら ふとし）。
東京都日野市出身。血液型A型。
レッド・ホット・チリ・ペッパーズから影響を受け、好きなアーティストとしてSuicidal TendenciesやYKZ、Les Claypoolを挙げている。
既婚。
レッド・ホット・チリ・ペッパーズのメンバーと同じ柄のタトゥーを入れている。この他にも全身に多数のタトゥーを入れており、「タトゥーの入っていない隙間が怖い」と語るほどの愛好家であることから、雑誌『TATTOO BURST』（2013年1月号、コアマガジン）の表紙を飾っている。
弟はドラマーの上原晃で、『BASS MAGAZINE』（2009年5月号、リットーミュージック）で兄弟セッションを果たしている。
2022年、Adoの楽曲「逆光」でベースを担当。

### ナヲ
ナヲ（英語: Nao）。ドラム・ボーカル。公式表記は、ドラムと女声（おんなごえ）と姉（あね）。
人物・経歴
本名、熊本 奈緒（くまもと なお）。旧姓、川北（かわきた）。
東京都町田市生まれ。血液型A型。
マキシマムザ亮君の実姉であり、メンバー唯一の女性で、バンド最年長である。
好きなアーティストにUNICORN、椎名林檎、CHARA、真心ブラザーズ、SPARKS GO GO、THE HIGH-LOWS、ウルフルズ、Space Combineを挙げている。
既婚。2008年12月16日、ブログで入籍を発表。夫は親交のあったパンクバンドREMIND（既に解散）のベーシスト。2009年11月6日に妊娠を発表し、翌年5月6日に女児を出産。2015年に第2子を妊娠したが、妊娠8週目で流産している。2016年9月9日、女児を出産。
テレビドラマ
- パリピ孔明 第2話・第7話（2023年10月4日・11月8日、フジテレビ） - 大泉喬花 役

CM
- はごろもフーズ
  - シーチキン（2016年）

- いすゞ自動車（2018年）- 歌のみ

バラエティ番組
- スパイストラベラー（2019年10月26日 - 、フジテレビワンツーネクスト） ※不定期[62]

### 元メンバー
- SUGI
  - ギター。
  - 初期メンバー。
- KEY-YAN
  - ベース。
  - 初期メンバー。

## 来歴
2000年
- 8月30日：シングル『ブルペン キャッチャーズ ドリーム』を発売。

2001年
- 2月14日：ミニアルバム『鳳』を発売。

2002年
- 5月29日：シングル『肉コップ』を発売。本作からの音源は、日本テレビ音楽株式会社内に設立されたインディーズレーベル「ミミカジル」より発表される。
- 10月23日：アルバム『耳噛じる』を発売。その後にメジャーレーベルのバップと契約を結ぶ。

2003年
- 9月3日：シングル『延髄突き割る』を発売。

2004年
- 1月21日：アルバム『糞盤』を発売。
- 6月23日：シングル『ロック番狂わせ/ミノレバ☆ロック」を発売。
- 11月25日：シングル『包丁・ハサミ・カッター・ナイフ・ドス・キリ/霊霊霊霊霊霊霊霊魔魔魔魔魔魔魔魔』を発売。

2005年
- 3月2日：アルバム『ロッキンポ殺し』を発売。
- 9月15日：映像作品『Debu Vs Debu〜デブ対デブ〜』を発売。
- 11月16日：シングル『ざわ…ざわ…ざ‥ざわ……ざわ』を発売。

2006年
- 7月5日：シングル『恋のメガラバ」を発売。

2007年
- 3月14日：アルバム『ぶっ生き返す』を発売。

2008年
- 3月19日：映像作品『Deco Vs Deco 〜デコ対デコ〜』を発売。
- 7月9日：シングル『爪爪爪/「F」』を発売。
- 10月27日：ダイスケはんの声帯に出来たのう胞の除去手術および術後リハビリのためライブ活動を一時休止することを発表。

2009年
- 8月13日：マキシマムザ亮君が新型インフルエンザに感染したことを発表、医師の判断により、同月14日に出演予定であった「RISING SUN ROCK FESTIVAL」の出演をキャンセル、同月18日、20日に開催予定であったライブ「地獄絵図」を延期した。
- 11月6日：ナヲの妊娠により、当面の間ライブ活動を休止することを発表。

2011年
- 2月3日：新曲をリリースすることを公式サイトでアナウンスし、新曲「小さな君の手」のビデオクリップを公開。
- 3月23日：シングル『グレイテスト・ザ・ヒッツ 2011〜2011』を発売。

2013年
- 7月26日：同月31日に発売のアルバム『予襲復讐』表題曲のビデオクリップを公開。

7月31日：アルバム『予襲復讐』を発売。
2014年
- 3月6日：アルバム『予襲復讐』が「第6回CDショップ大賞」にて大賞を受賞。

2015年
- 6月2日：東京・八王子Match Vox「白い暴動 〜あの頃、僕らは白Tだった〜」にて、ナヲの妊活によりライブ活動を休止することを発表。
- 11月18日：映像作品『Deka Vs Deka 〜デカ対デカ〜』を発売。

2016年
- 3月9日：映像作品『Deka Vs Deka 〜デカ対デカ〜』が「第8回CDショップ大賞2016」にて「ライブ作品賞」を受賞。

2018年
- 9月15日：氣志團が主催する「氣志團万博 2018 ～房総爆音爆勝宣言～」にて、当面ライブ活動を休止し出演予定であったイベントもキャンセルすることを発表。
- 9月17日：HEY-SMITHが主催する「OSAKA HAZIKETEMAZARE FESTIVAL2018」にて、ダイスケはんがヘルニアと診断され、緊急手術を余儀なくされたためライブ活動を休止すると改めて発表した。
- 9月18日：5年半ぶりの楽曲「拝啓VAP殿」のミュージックビデオを公開。
- レーベルを、VAPからワーナーミュージック・ジャパンへ移籍。
- 11月25日：同月28日に発刊の『これからの麺カタコッテリの話をしよう』CD収録楽曲「maximum the hormone II～これからの麺カタコッテリの話をしよう～」のミュージックビデオを公開。
- 11月28日：書籍『これからの麺カタコッテリの話をしよう』を発刊。

2019年
- 5月5日：マキシマム ザ ホルモン2号店（コロナナモレモモ）が初出演した「VIVA LA ROCK 2019」のステージにサプライズで登場し、ライブ活動の再開を発表した。
- 11月10日：マキシマムザ亮君の体調不良のため、年内のライブ活動を見合わせることを発表。

2020年
- 12月7日、公式YouTubeチャンネルでの番組「ガチンコ ザ ホルモン シーズン2」内のコーナーとして、「ホルモンの新曲俺ならこう歌う選手権!!」を開催。奥田民生（UNICORN）、桜井和寿（Mr.Children）、TERU（GLAY）らアーティストが参加した。
- 12月19日：Webアニメ『終末のワルキューレ』のOPテーマが、楽曲「KAMIGAMI-神噛-」に決定。

2021年
- 3月：オリジナルマスクとコロナナモレモモ（マキシマム ザ ホルモン2号店）によるラストシングル『LUST』を同梱したアイテム『ESSENTIALS』を発売。
- 4月4日：『ESSENTIALS』の発売を記念した＜腹ペコ感謝祭第一弾「私を見つけて❤︎ホルモン」＞を開催。

2022年
- 1月12日：6年ぶりの映像作品『Dhurha Vs Dhurha ～ヅラ対ヅラ～』を発売。
- 9月19日：同年より10月よりテレビ東京系にて放送のテレビアニメ『チェンソーマン』の挿入歌・エンディングテーマが楽曲「刃渡り2億センチ」に決定。
- 10月26日：楽曲「刃渡り2億センチ」「KAMIGAMI-神噛-」のTV edit版を「マキシマム ザ ホルモン 一部のアニメテーマ専用仮設チャンネル」名義にて初となるサブスクリプションサービスでの配信を開始。

2023年
- 7月29日：楽曲「恋のアメリカ」を収録したシングルCDをタイトルや歌詞を伏せた『〇〇〇〇〇〇※』として、ファンが働く飲食店を中心とした腹ペコえこひいき加盟店にて先行発売。楽曲タイトルの予想と歌詞の空耳を募集しその正解率を競う「ホルモンの新曲 俺にはこう聴こえる選手権!!」を企画した。

2024年
- 3月22日：同年5月31日公開の映画『告白 コンフェッション』に主題歌を提供。
- 6月19日：シングル『キ・セ・イ・ラッシュ』を発売。

2025年
- 6月22日：B'zがオーガナイザーを務めるRock Project「B'z presents UNITE #02」に出演。

## 作品

### シングル
|      | 発売日         | タイトル                                                                    | 規格品番     | オリコン                                               | 概要 |
| ---- | -------------- | --------------------------------------------------------------------------- | ------------ | ------------------------------------------------------ | --- |
| 1st  | 2000年8月30日  | ブルペン キャッチャーズ ドリーム                                            | nhi-005      | -                                                      | マキシマムザ亮君、上ちゃん加入後初のシングル。                                                                                                  |
| 2nd  | 2002年5月29日  | 肉コップ                                                                    | MCJL-00002   | 291位                                                  | 廃盤。 |
| 3rd  | 2003年9月3日   | 延髄突き割る                                                                | MCJL-00004   | 53位                                                   | オリコン登場回数10回。初のアニメタイアップ作品。                                                                                                |
| 4th  | 2004年6月23日  | ロック番狂わせ/ミノレバ☆ロック                                              | VPCC-82180   | 33位                                                   | オリコン登場回数4回。メジャーデビュー作品。 |
| 5th  | 2004年11月25日 | 包丁・ハサミ・カッター・ナイフ・ドス・キリ/霊霊霊霊霊霊霊霊魔魔魔魔魔魔魔魔 | VPCC-82187   | 50位                                                   | オリコン登場回数7回。2枚組での発売。 |
| 6th  | 2005年11月16日 | ざわ…ざわ…ざ‥ざわ……ざわ                                                     | VPCC-82207   | 14位                                                   | オリコン15回。2006年年間400位 |
| 7th  | 2006年7月5日   | 恋のメガラバ                                                                | VPCC-82212   | 9位                                                    | オリコン登場回数22回、2006年年間133位。オリコンチャート初のTOP10入り。                                                                          |
| 8th  | 2008年7月9日   | 爪爪爪/「F」                                                                | VPCC-82258   | 2位                                                    | オリコン登場回数46回、2008年年間44位。 |
| 9th  | 2011年3月23日  | グレイテスト・ザ・ヒッツ 2011〜2011                                         | VPCC-82298   | 1位                                                    | オリコン2週連続1位、登場回数33回、2011年年間37位。トリプルA面シングル。廃盤。                                                                   |
| N/A  | 2018年11月28日 | これからの麺カタコッテリの話をしよう                                        | 00W9-11413   | 週間BOOKランキング・エッセイジャンル1位、総合部門2位。 | 「読み切り漫画+CD」のシングル的作品。書籍として発売された。                                                                                     |
| 10th | 2023年7月29日  | 恋のアメリカ                                                                | WQCQ-906     | -                                                      | 曲名や歌詞を一切伏せた『〇〇〇〇〇〇※』として、ファンが働く飲食店を中心とした「腹ペコえこひいき加盟店」にて先行販売、期間限定で受注販売された。 |
| 11th | 2024年6月19日  | キ・セ・イ・ラッシュ                                                        | WPCL-13563/4 | 5位                                                    | 2枚組全4曲入りシングル。 |

### アルバム
|     | 発売日         | タイトル       | 規格品番   | オリコン | 概要 |
| --- | -------------- | -------------- | ---------- | -------- | --- |
| N/A | 1999年8月29日  | A.S.A. Crew    | SKYR-0022  |          | 初期メンバーによる作品。廃盤。 - 収録曲 1. See The Sea 作曲：DAISUKE、SUGI 2. Purple Fire Tail 作詞・作曲：DAISUKE 3. The Claim Of Youth 2 作詞・作曲：DAISUKE 「The Claim Of Youth II」という表記も見られる。「The Claim Of Youth」と「THE CLAIM OF YOUTH 2000」（「ブルペン キャッチャーズ ドリーム」収録）のシリーズ。 4. Fake 作詞：DAISUKE、作曲：MAXIMUM THE HORMONE 5. Shine 作詞：DAISUKE、作曲：MAXIMUM THE HORMONE 6. Pineapple 作詞：DAISUKE、作曲：MAXIMUM THE HORMONE 7. Lost Crap Your Life 作詞・作曲：DAISUKE 8. You Can't Escape 9. The Claim Of Youth 作詞・作曲：DAISUKE The Claim Of Youth2とTHE CLAIM OF YOUTH 2000のシリーズ。 10. Kipo#40(キポシャープ フォーティ) 作詞：DAISUKE、作曲：MAXIMUM THE HORMONE 11. Gimme Coke 作詞・作曲：DAISUKE |
| 1st | 2002年10月23日 | 耳噛じる       | MCJL-00003 | 291位    | 廃盤。 |
| 2nd | 2004年1月21日  | 糞盤           | MCJL-00005 | 72位     | オリコン登場回数11回 |
| 3rd | 2005年3月2日   | ロッキンポ殺し | VPCC-81507 | 27位     | オリコン登場回数98回。2005年年間452位。2007年年間334位。2008年年間419位。 |
| 4th | 2007年3月14日  | ぶっ生き返す   | VPCC-81558 | 5位      | オリコン登場回数155回。2007年年間49位。2008年年間171位。2009年年間310位。 |
| 5th | 2013年7月31日  | 予襲復讐       | VPCC-81770 | 1位      | オリコン3週連続1位、登場回数88回。2013年年間15位。2014年年間184位。 |

### 映像作品
|     | 発売日         | タイトル                        | 規格品番   | 備考 |
| --- | -------------- | ------------------------------- | ---------- | --- |
| 1st | 2005年9月15日  | Debu Vs Debu 〜デブ対デブ〜     | VPBQ-19027 | 「ロッキンポ殺しツアー」の渋谷AXでのライブ映像を中心に収録。オリコン初登場3位。デイリーでは3日間連続で1位を記録。 |
| 2nd | 2008年3月19日  | Deco Vs Deco 〜デコ対デコ〜     | VPBQ-19050 | バンド初のオリコン1位を獲得。                                                                                     |
| 3rd | 2015年11月18日 | Deka Vs Deka 〜デカ対デカ〜     | VPBQ-19093 | オリコンDVD総合、音楽共に1位を獲得。                                                                              |
| 4th | 2022年1月12日  | Dhurha Vs Dhurha 〜ヅラ対ヅラ〜 | WPZL-90246 | 6年ぶりの映像作品集。                                                                                             |

### 書籍
|     | 発刊日         | タイトル                             | ISBN          | 概要 |
| --- | -------------- | ------------------------------------ | ------------- | --- |
| N/A | 2018年11月28日 | これからの麺カタコッテリの話をしよう | 9784898320303 | 「読み切り漫画+CD」のシングル的作品。オリコン週間BOOKランキング・エッセイジャンルで1位、総合部門で2位を獲得。 |

### その他
|     | 発売日        | タイトル       | 規格品番   | 概要                                                               |
| --- | ------------- | -------------- | ---------- | ------------------------------------------------------------------ |
| N/A | 1997年8月     | めっちゃ蒙古斑 | N/A        | 1stデモテープ。                                                    |
| N/A | 1998年3月     | A.S.A. CREW    | N/A        | 2ndデモテープ。                                                    |
| N/A | 1998年10月    | 鳳             | N/A        | 3rdデモテープ。                                                    |
| N/A | 2021年3月31日 | ESSENTIALS     | 00W9-14396 | 「マスク+CD」のシングル的作品。本店Ver.と2号店Ver.に分かれている。 |

### 配信限定シングル
- 「マキシマム ザ ホルモン 一部のアニメテーマ専用仮設チャンネル」名義。

|     | 日付           | タイトル                  | 備考                                                          |
| --- | -------------- | ------------------------- | ------------------------------------------------------------- |
| 1st | 2022年10月26日 | KAMIGAMI-神噛- (TV edit)  | アニメ『終末のワルキューレ』オープニングテーマ。              |
| 2nd | 2022年10月26日 | 刃渡り2億センチ (TV edit) | アニメ『チェンソーマン』挿入歌および第3話エンディングテーマ。 |

### 音源未発売楽曲
| 発表年 | タイトル                                               | |
| ------ | ------------------------------------------------------ | --- |
| 2019年 | ハングリー・プライド                                   | コロナナモレモモ（マキシマム ザ ホルモン2号店）の1stシングル『恋のメガラバ』DVDにMVが収録された。 |
| 2021年 | KAMIGAMI-神噛-                                         | TV editバージョンが「マキシマム ザ ホルモン 一部のアニメテーマ専用仮設チャンネル」名義で2022年10月26日に配信限定シングルとしてリリースされた。                                                              |
| 2022年 | 令和ストロベリーバイブ                                 | 2ndアルバム『糞盤』収録曲のリアレンジバージョン。2019年に元号が平成から令和に改元されたことに伴いタイトルも改題されている。2022年1月12日発売の映像作品「Dhurha Vs Dhurha 〜ヅラ対ヅラ〜」にMVが収録された。 |
| 2022年 | （4度目の!）WxHxUx～ワシかてホンマは売れたいんじゃい～ | 既存曲のリアレンジバージョン。2022年1月12日発売の映像作品「Dhurha Vs Dhurha 〜ヅラ対ヅラ〜」にMVが収録された。                                                                                              |
| 2022年 | 刃渡り2億センチ                                        | TV editバージョンが「マキシマム ザ ホルモン 一部のアニメテーマ専用仮設チャンネル」名義で2022年10月26日に配信限定シングルとしてリリースされた。                                                              |

### 楽曲提供
| 発売日        | タイトル       | アーティスト |                          |
| ------------- | -------------- | ------------ | ------------------------ |
| 2025年1月15日 | 恋のバタリアン | SixTONES     | アルバム『GOLD』収録曲。 |

### 参加作品
| 発売日         | タイトル | 規格品番          | 収録曲 | 備考                         |
| -------------- | --- | ----------------- | --- | ---------------------------- |
| 1998年10月15日 | オムニバス「PUNKER SHOT 2」                                                                                      | SKYR-0012         | DISC1-12.THE CLAIM OF YOUTH II DISC2-14.FAKE | SKY RECORDS                  |
| 2000年03月15日 | LOUD-HYBRID SAMPLING                                                                                             | SZCS-00001        | 2. メタルちゃん | スケアクロウ                 |
| 2000年04月05日 | オムニバス「Punk JukeBox」                                                                                       | SKYR-0027         | 18. SPACE TRACKING [メンバーチェンジ後の音源、ディープ・パープルのカバー] 19. LOVE IS OVER [メンバーチェンジ前の音源、欧陽菲菲のカバー]                                              | SKY RECORDS                  |
| 2001年10月19日 | オムニバス「CROSS ROAD」                                                                                         | SKYR-0048         | 9. FORCE | SKY RECORDS                  |
| 2001年12月12日 | オムニバス「PUNKER SHOT 3」                                                                                      | SKYR-0049         | DISC1-12.マキシマム・ザ・21世紀 | SKY RECORDS                  |
| 2003年3月15日  | オムニバス「LOUD-HYBRID SAM」                                                                                    |                   | 11. メタルちゃん |                              |
| 2003年4月2日   | オムニバス「THE BLUE HEARTS SUPER TRIBUTE」                                                                      | CRCP-40032        | 2.皆殺しのメロディ | クラウン                     |
| 2003年6月18日  | オムニバス「STREET ROCK FILE THE BEST」                                                                          | MUCD-1081         | 23. 握れっっ!! | DREAMUSIC                    |
| 2003年6月25日  | THE SORRY ON PARADE「3本マッチは燃えているんだ」                                                                 | EGCC-2013         | 3. ナンシー [ダイスケはんとナヲが小芝居で参加（ナヲがナンシー役、ダイスケはんがその彼氏役）] 4. 風来坊 [ダイスケはんがゲストVocalとして参加、ナヲ以外のメンバーがコーラスとして参加] | トライス、EGO MUSIC          |
| 2003年7月24日  | サントラ「エアマスター オリジナル・サウンドトラック」                                                            | VPCG-84786        | 26. ROLLING1000tOON（TV size） | VAP                          |
| 2003年11月8日  | オムニバス「ENJOY STREET ROCK PARTY ガキンチョ☆ROCK SOUND TRACK +STREET ROCK FILE PRESENTS SPECIAL COMPILATION」 | DJCN-10004        | 9. 恋のSWEET糞メリケン | DREAMUSIC                    |
| 2004年6月2日   | locofrank「ripple」                                                                                              | LTDC-066          | ナヲがコーラスとして参加 | Limited Records              |
| 2004年6月9日   | オムニバス「名古屋大合唱 THE LIVE-友情編-」                                                                      | SSDF-3012         | 11. ジョニー・ママミヤ・カリフォニア 〜ジョニ－鉄パイプ II〜 | エストゥエス                 |
| 2004年7月22日  | オムニバス「STREET ROCK FILE THE BEST 2」                                                                        | MECR-2010         | 14. セフィーロ・レディオ・カムバック 〜青春最下位〜 | S.R.F.RECORDS                |
| 2005年3月9日   | ロットングラフティー「えきさぴこ」                                                                               | KICS-1146         | 3. RATMAN[ナヲがコーラスとして参加] | BEDTIME FOR DEMOCRACY        |
| 2005年6月2日   | SHACHI 「THE PRESIC」                                                                                            | FECD-0054         | 5. WORRY [ダイスケはんが参加] | Un-do Label                  |
| 2005年12月21日 | オムニバス「TOYOTA BIG AIR 10th Anniversary」                                                                    | UPCI-1040         | 6. 包丁・ハサミ・カッター・ナイフ・ドス・キリ | Island6                      |
| 2006年1月25日  | サントラ「闘牌伝説アカギ オリジナル・サウンドトラック」                                                          | VPCG-84830        | 34. アカギ（TV size） | VAP                          |
| 2006年1月25日  | オムニバス「WHITE OUT 2 〜real snowboarder's compilation〜」                                                     | FLCF-4089         | 9. 霊霊霊霊霊霊霊霊魔魔魔魔魔魔魔魔 | FOR LIFE MUSIC ENTERTAINMENT |
| 2006年6月14日  | 10-FEET「OVERCOME」                                                                                              | UPCH-5396         | 3. ビタミン7（10-FEET&マキシマム ザ ホルモン） | Universal                    |
| 2007年3月21日  | サントラ「DEATH NOTE オリジナル・サウンドトラックII」                                                            | VPCG-84852        | 29. What's up, people?!（TV size） 30. 絶望ビリー（TV size） | VAP                          |
| 2008年7月23日  | WAGDUG FUTURISTIC UNITY「HAKAI」                                                                                 | SICL-205 SICL-207 | 3. SYSTEMATIC PEOPLE featuring マキシマムザ亮君 | Sony Records                 |
| 2010年6月16日  | やついいちろう「ATARASHII YATSU!」                                                                               | VICL-63635        | 2.恋のメガラバ | Victor Entertainment         |
| 2011年12月7日  | サウンドトラック「QP キューピー オリジナル・サウンドトラック」                                                   | VPCD-81719        | 46.ブラック￥パワーGメンスパイ (TV Size) | VAP                          |
| 2013年11月27日 | m-flo「DJ MIX “ASOBON! ENKAI”」                                                                                  | RZCD-59480        | 5.恋のメガラバ (KAN TAKAHIKO Remix) | rhythm zone                  |

### カバー
1. マーティ・フリードマン「TOKYO JUKEBOX」（2009年5月20日）
1.爪爪爪

### 漫画
- マキシマム ザ ホルモン 〜新連載プロローグ〜（『コロコロアニキ』2017年夏号、監修・脚本：マキシマムザ亮君、作画：藤異秀明）
- マキシマムザ亮君の必殺!!アウトサイダー広告代理人（『コロコロアニキ』2017年秋号 - 2019年春号、監修・脚本：マキシマムザ亮君、作画：藤異秀明） - 本作と上記の「新連載プロローグ」を収録した単行本が『これからの麺カタコッテリの話をしよう』に付属する。

## タイアップ
| 起用年 | 曲名                                                            | タイアップ                                                                                  |
| ------ | --------------------------------------------------------------- | ------------------------------------------------------------------------------------------- |
| 2003年 | ROLLING1000tOON                                                 | テレビアニメ『エアマスター』エンディングテーマ                                              |
| 2004年 | ミノレバ☆ロック                                                 | 日本テレビ系『AX MUSIC-TV』AX POWER PLAY #061テーマソング                                   |
| 2004年 | 包丁・ハサミ・カッター・ナイフ・ドス・キリ                      | 全国音楽情報番組『MUSIC B.B.』12月度オープニングテーマ                                      |
| 2004年 | 包丁・ハサミ・カッター・ナイフ・ドス・キリ                      | テレビ埼玉『HOT WAVE』12月度エンディングテーマ                                              |
| 2004年 | 包丁・ハサミ・カッター・ナイフ・ドス・キリ                      | 北海道テレビ『NO MATTER BOARD（'04-'05シーズン）』2004年12月・2005年1月度オープニングテーマ |
| 2005年 | 包丁・ハサミ・カッター・ナイフ・ドス・キリ                      | テレビ朝日系『完売劇場』テーマ曲                                                            |
| 2005年 | What's up, people?!                                             | 日本テレビ系『ロンQ!ハイランド』10月〜12月度エンディングテーマ                              |
| 2005年 | What's up, people?!                                             | 中京テレビ・日本テレビ系『女優魂』11月度エンディングテーマ                                  |
| 2005年 | What's up, people?!                                             | 日本テレビ系『爆笑問題のススメ』11月度エンディングテーマ                                    |
| 2005年 | What's up, people?!                                             | 北海道テレビ『NO MATTER BOARD（'05-'06シーズン）』2005年11・12月度オープニングテーマ        |
| 2005年 | What's up, people?!                                             | テレビ埼玉『HOT WAVE』11月度エンディングテーマ                                              |
| 2005年 | アカギ                                                          | テレビアニメ『闘牌伝説アカギ 〜闇に舞い降りた天才〜』エンディングテーマ                     |
| 2006年 | 恋のメガラバ                                                    | TBS系『COUNT DOWN TV』2006年7月オープニングテーマ                                           |
| 2007年 | What's up, people?!                                             | テレビアニメ『DEATH NOTE』オープニングテーマ                                                |
| 2007年 | 絶望ビリー                                                      | テレビアニメ『DEATH NOTE』エンディングテーマ                                                |
| 2007年 | 絶望ビリー                                                      | 岩手めんこいテレビほか『music>holic』2007年3月度オープニングテーマ                          |
| 2008年 | ぶっ生き返す!!                                                  | 北海道テレビ『NO MATTER BOARD（'07-'08シーズン）』2008年1月度エンディングテーマ             |
| 2008年 | 爪爪爪                                                          | 日本テレビ系『音楽戦士 MUSIC FIGHTER』2008年8月度オープニングテーマ                         |
| 2009年 | 爪爪爪                                                          | アメリカ映画『アドレナリン:ハイ・ボルテージ』日本版予告編イメージソング                     |
| 2010年 | 恋のメガラバ                                                    | テレビ朝日系『トリハダ（秘）スクープ映像100科ジテン』エンディングテーマ（2010年 - 2014年）  |
| 2011年 | ブラック￥パワーGメンスパイ                                     | 日本テレビ系ドラマ『QP』エンディングテーマ                                                  |
| 2013年 | 便所サンダルダンス                                              | アメリカ映画『キック・アス/ジャスティス・フォーエバー』応援テーマソング                     |
| 2015年 | 「F」                                                           | 映画『ドラゴンボールZ 復活の「F」』バトルソング                                             |
| 2016年 | アバラ・ボブ<アバラ・カプセル・マーケッボブ>                    | 映画『珍遊記』バトルソング                                                                  |
| 2016年 | ジョニー鉄パイプⅢ                                               | 映画『珍遊記』バトルソング                                                                  |
| 2019年 | 包丁・ハサミ・カッター・ナイフ・ドス・キリ                      | 映画『血まみれスケバンチェーンソーRED』前編・後編主題歌                                     |
| 2019年 | ロックンロール・チェーンソー                                    | 映画『血まみれスケバンチェーンソーRED』エンディングテーマ                                   |
| 2019年 | 予襲復讐                                                        | 映画『血まみれスケバンチェーンソーRED』劇中歌                                               |
| 2019年 | ハングリー・プライド                                            | 日清食品「カップヌードル コッテリーナイス」CMソング                                         |
| 2021年 | KAMIGAMI-神噛-                                                  | Webアニメ『終末のワルキューレ』オープニングテーマ                                           |
| 2022年 | 刃渡り2億センチ                                                 | テレビアニメ『チェンソーマン』挿入歌・第三話エンディングテーマ                              |
| 2022年 | 包丁・ハサミ・カッター・ナイフ・ドス・キリ                      | DMM TV『インシデンツ』テーマソング                                                          |
| 2023年 | KAMIGAMI‐神噛‐（TV edit）                                       | 映画『交換ウソ日記』挿入歌                                                                  |
| 2023年 | 刃渡り2億センチ（TV edit）                                      | 映画『交換ウソ日記』挿入歌                                                                  |
| 2023年 | maximum the hormone II ～これからの麺カタコッテリの話をしよう～ | 映画『交換ウソ日記』挿入歌                                                                  |
| 2024年 | 殺意vs殺意（共犯：生田斗真）                                    | 映画『告白 コンフェッション』主題歌                                                         |

## 出演

### ラジオ
- マキシマム ザ ホルモンの麺カタこってり!（bayfm、木曜深夜24:30 - 25:00）bayfmHPでのストリーミング配信あり。2009年3月26日で終了。
- マキシマム ザ ホルモンの「肉に撃たれて眠りたい」（FM OSAKA、火曜21:30 - 22:00）podcastあり。2011年9月27日で終了。
  - 2007年12月30日の放送を最後にミッドナイト☆ジャングルから独立、2008年1月より毎週日曜日深夜24:30-25:00の番組としスタート。2008年4月より毎週土曜日土曜20:30-21:00に移動。2010年1月から、日曜夜の枠に再び移動。その後2011年4月から毎週火曜日21:30-22:00に移動。

### 映画
- BECK（2010年9月、松竹）

### 広告
- 日本クラフトフーズ
  - ストライド（2011年）[144]
- 日清食品（2019年）
  - カレーメシ
    - 「こいつらガールズ登場編」（曲のみ）- カップヌードル コッテリーナイスのCM曲として描き下ろした「ハングリープライド」をカレーメシ公式Twitter曰く「日清食品の社内に楽曲データが転がっていた」という理由で"勝手に"使ったとしている[145]。

  - カップヌードル コッテリーナイス[146]
    - 「体に気を使ってこそロック編」[147]

  - 日清焼そばU.F.O.
    - 「マキシマム ザ 輝夜月2 篇 2020」（maximum the hormone II～これからの麺カタコッテリの話をしよう～ 替え歌）- 歌唱はバーチャルYouTuberの輝夜月が担当[148]。
    - 「マッスル ザ マヨ無双 篇」（予襲復讐 替え歌）
    - 「マキシマムザヒロシ 篇」（maximum the hormone 替え歌）- 歌唱は藤岡弘、が担当。
      - 2019年6月24日にメンバーが選んだ割りばしで作ったバルーンがギネス世界記録を達成[149]。

### ゲーム
- SHOW BY ROCK!! Fes A Live（2020年6月15日、iOS / Android）
  - 2020年6月15日より、ゲーム内に楽曲が追加される。また、メンバーそれぞれをモチーフとしたゲームキャラクター「マキシマム ザ ホルトン」が登場する[150]。
  - 2020年10月21日には、アイナ・ジ・エンド(BiSH)をゲストボーカルに迎えた本作のための特別楽曲「ROLLING1000豚［KSUKE REMIX］feat.アイナ・ジ・エンド(BiSH)」が追加された[151]。

### 雑誌
- たまごクラブ（2011年1月号-4月号、ベネッセコーポレーション） - 連載[152]